# Do Re Mi
De acuerdo con la viuda de Cobain, Courtney Love, el título original de la canción era "Dough, Ray, and Me", que Cobain cambió a "Me and My IV". Se cree que este pudo ser el título final de la canción si Cobain hubiera vivido suficiente para grabar una versión de estudio.

## Historia
"Do Re Mi" es única entre las "rarezas" de Nirvana porque nunca ha sido distribuida por medio de grabaciones no oficiales. Por eso, su lanzamiento en With the Lights Out marcó la primera vez en la que los fanáticos la escucharon.
Sin embargo, los fanáticos habían tenido conocimiento de la canción por mucho tiempo. Fue mencionada por primera vez a finales de 1994, cuando Courtney Love fue entrevistada por Kurt Loder de MTV en Toronto, Canadá. En la entrevista dijo: "Las últimas canciones que [Cobain] escribió eran muy bellas", y añadió, "...la última [canción] era tan rara porque era muy bella, y es muy irónico porque era muy feliz. Es muy White Album."
El año siguiente, en una entrevista con David Fricke de Rolling Stone, Love volvió a mencionar la canción, revelando que era la última cosa que Cobain había escrito en su cama. Además reveló que su revisión de "Dough, Ray, and Me" al sonido más médico de "Me and My IV" vino después de la sobredosis y corto coma en Roma, en marzo de 1994. "Le dije después del incidente de Roma que congelara su esperma", explicó, "entonces toda la canción es sobre congelar tu útero".
En marzo de 2002, una descripción más detallada de "Do Re Mi" apareció en un artículo de Chicago Sun-Times escrito por el crítico de música Jim DeRogatis. DeRogatis había sido invitado para escuchar la canción (junto con otras grabaciones no lanzadas de Cobain) por Love y su novio de ese entonces Jim Barber, y la describió como una "bella melodía Beatlesca", con "un gran solo de guitarra", y un "gran y climático final" mostrando una repetición del título.
El mismo año, una larga batalla legal entre Love y los miembros restantes de Nirvana Dave Grohl y Krist Novoselic fue resuelta, ayudando al camino para el álbum recopilatorio de la banda lanzado el 29 de octubre de 2002 (que contenía "You Know You're Right", una canción de la sesión final de estudio de la banda), y para el box set lanzado el 23 de noviembre de 2004. Entre las numerosas grabaciones de Nirvana y Cobain, en el último estaba el demo acústico de "Do Re Mi" que varios fanáticos consideraron la canción más importante del box set. La misma versión fue relanzada el 1 de noviembre de 2005 en la compilación Sliver - The Best of the Box.
Al igual que en el demo de "You Know You're Right", se cree que fue grabada en el tiempo en el que Cobain escapó del grupo de enfrentamiento a las drogas Exodus (25-28 de marzo de 1994) y su muerte (5 de abril de 1994). Pudo haber sido grabada en su residencia, o en algún otro lugar donde sea que se encontrara en ese tiempo. Esta canción y "You Know You're Right" son las últimas que Cobain compuso y grabó.

## Otras versiones
Se cree que existen al menos tres versiones de "Do Re Mi" (incluyendo la anterior):
- Una segunda versión fue grabada en una grabadora de varias pistas en la residencia de Cobain en marzo de 1994 con Cobain cantando y en la batería, el por entonces segundo guitarrista de la banda Pat Smear en la guitarra y el guitarrista de Hole Eric Erlandson en el bajo. Esta versión aún no ha visto la luz.
- Una tercera versión fue aparentemente grabada el 25 de marzo de 1994 después de una intervención para combatir la adicción de Cobain a las drogas en su residencia. Se cree que fue grabada por Cobain (cantando y con su nueva guitarra, modificada, Fender Telecaster) y con Smear como segundo guitarrista. . Esta versión tampoco ha sido lanzada.

## Planes originales
Se conoce muy poco de las intenciones de Cobain para la canción. Muchos han especulado que iba a aparecer en un EP para promover la aparición de Nirvana en Lollapalooza 94 ese verano, pero la banda había cancelado el plan inclusive antes de la muerte de Cobain.
Además se cree que era un proyecto que Cobain había planeado con Michael Stipe de R.E.M., pero que también fue cancelado antes de la muerte de Kurt.
"[El proyecto] estaba listo", dijo Stipe en 1994 en una entrevista para Newsweek con Jeff Giles. "Él tenía un billete de avión. Tenía un coche que lo iba a recoger. Y en el último minuto llamó y dijo: 'No puedo venir'".